# Ëmëhntëhtt-Rê
Ëmëhntëhtt-Rê ist das zehnte Studioalbum der französischen Zeuhl-Band Magma. Es wurde am 5. November 2009 veröffentlicht.

## Hintergrund
Die Arbeiten an Ëmëhntëhtt-Rê begannen bereits in den 1970er Jahren, einige musikalische Themen sind schon auf dem Livealbum Live / Hhaï von 1975 und auf Üdü Ẁüdü von 1976 zu finden. Im Verlauf der folgenden Jahrzehnte wurde das Stück immer wieder verändert und erweitert. Die Aufnahmen für das Album erfolgten von Januar 2007 bis September 2009 im bandeigenen Studio ÜZ.
Im Kontext des Mythos von Kobaïa, den die Band in ihrer Diskografie erzählt, ist Ëmëhntëhtt-Rê der Abschluss der Köhntarkösz- bzw. Ëmëhntëhtt-Rê Trilogie, die die Alben Köhntarkösz von 1974, Köhntarkösz Anteria (K.A) von 2004 und Ëmëhntëhtt-Rê umfasst und die Verbindung zwischen dem kobaïanischen Volk und dem alten Ägypten beschreibt. Dabei entdeckt die Hauptperson Köhntarkösz eines Tages das Grab des alten ägyptischen Großmeisters Ëmëhntëhtt-Rê, der kurz vor dem Erreichen seines großen Zieles, die magische Unsterblichkeit zu erlangen, ermordet worden war. Köhntarkösz gelang es, sich in das Hauptgewölbe des Grabes hinabzulassen, wo er am Zugang stehend den Gesang von Engeln hörte. Dabei erlebte er eine vollständige und totale Vision von Ëmëhntëhtt-Rês Leben. Als er darauf in Ohnmacht fiel, wurden ihm alle Erfahrungen und Erkenntnisse Ëmëhntëhtt-Rês offenbart. Nachdem Köhntarkösz erwachte, konnte er sich jedoch bis auf Bruchstücke nicht mehr an alles erinnern. Die Versuche, das Werk seines Meisters wieder zu rekonstruieren, dauerten sein ganzes Leben, bis er schließlich den Zustand des Ëmëhntëhtt-Rê erreichte und somit bereit war auf Ptah, den ägyptischen Gott der Schöpfung, zu treffen.

## Musikstil
Auf Ëmëhntëhtt-Rê sind die bereits vom Vorgänger Köhntarkösz Anteria bekannten Einflüsse aus der klassischen Musik wieder vertreten Jazz und Jazzrock, auch der für Magma typische Chorgesang ist omnipräsent.

## Titelliste
1. Ëmëhntëhtt-Ré I – 6:54
2. Ëmëhntëhtt-Ré II – 22:24
3. Ëmëhntëhtt-Ré III – 13:08
4. Ëmëhntëhtt-Ré IV – 3:55
5. Funëhrarïum Kanht – 4:14
6. Sêhë – 0:26

Die CD+DVD-Edition enthält neben der CD eine DVD-Video Phases mit einem 56:17-minütigen Konzertmitschnitt sowie einer kurzen Dokumentation von Marcus Linon.

### Weitere Veröffentlichung
2017 erschien die DVD-Video-Edition Ëmëhntëhtt-Rê Trilogie mit Livemitschnitten der Werke Köhntarkösz  Anteria, Köhntarkösz und Ëmëhntëhtt-Ré  Trilogie aus einer Konzertreihe im Club Le Triton (Les Lilas) vom 15. bis 21. November 2014. Als Bonus beinhaltet die Edition die dreiteilige Interviewreihe À La Croisée Des Temps mit Christian Vander.

## Rezeption

### Rezensionen
Bei Kritikern erhielt das Album durchweg positive Bewertungen, da es inhaltlich wie musikalisch an seinen Vorgänger Köhntarkösz Anteria anschließt. Jörg Schumann vom deutschsprachigen Progressive-Rock-Portal Babyblaue Seiten beschreibt Ëmëhntëhtt-Ré als: „unglaublich dynamisch und lebhaft, was vor allem dem immer noch ekstatischen Hhaï zu verdanken ist. Der Sound trägt ebenfalls seinen Teil zu diesem Eindruck bei: Ëmëhntëhtt-Ré klingt weit weniger flach und trocken als die klassischen Alben der Siebziger, die Chorpassagen sind fast schon überwältigend voll und auch Bass und Keyboards tragen zu einem für Magma vor K.A ungewöhnlichen Klangfarbenreichtum bei.“ Nach Jochen Rindfrey ist: „Magma wieder ein Volltreffer gelungen.“ Die drei Rezensenten bewerten hier das Album mit zwölf, dreizehn und sogar 15 von 15 Punkten. Auch internationale Kritiker nehmen das Album positiv auf. James Allen resümiert auf AllMusic: „Welche Ihre Magma-Leidenschaft Sie auch immer bewegt, Sie werden von Emehntehtt-Re wahrscheinlich nicht enttäuscht sein. Vier Jahre nach dem ersten neuen Album der Band seit zwei Jahrzehnten zeigt es, dass sie wieder mit voller Kraft im Sattel sitzen. Sowohl konzeptionell als auch musikalisch erinnert es an die glorreichen Tage von Magma in den 70ern.“ Auf dem englischsprachigen Progressive-Rock-Musikporal Prog Archives machte Rezensent Martin M. alias Marty McFly einen Fehler aus: „es kann nach einiger Zeit etwas langweilig werden. Ich fühlte dies beim ersten Anhören, aber, nach wiederholtem Anhören, verschwand es ein wenig. Der problematische Teil ist gegen Ende von II und für einige Zeit im Part III. Aber es gibt auch etwas Positives daran, jedes neue Hören bringt etwas Neues.“ 550 User bewerteten das Album hier mit 4,23 von fünf Punkten, wobei etwa 44 % davon die volle Punktzahl vergaben.

### Charterfolge
Am 7. November 2009 erreichte Ëmëhntëhtt-Rê Platz 196 der französischen Musikcharts.